# テオドール・カリュエル・ダリニー
テオドール・カリュエル・ダリニー（Théodore Caruelle d'Aligny、1798年1月24日 - 1871年2月24日） はフランスの風景画家である。

## 略歴
ニエーヴル県のシャントネ＝サン＝タンベール(Chantenay-Saint-Imbert)で芸術家の息子に生まれるが、父親を早く亡くし、義理の父親に育てられた。1808年にはパリに出て磁器会社の絵付けの仕事に就き、ジャン＝バプティスト・ルニョーやルイ・エティエンヌ・ワトレに絵を学び、風景画家となった。1822年にはサロン・ド・パリに初めて出展した。
イタリアに留学し1824年から1827年まで滞在し、ローマに留学してきたジャン＝バティスト・カミーユ・コローと友人になった。フランスに戻り、サロンに毎年出展するようになり、1834年から1836年に再びイタリアに滞在し、1843年には、美術学校の依頼で古代の遺跡を描くためにギリシャに旅した。ギリシャへの旅の成果は1845年に版画集「古代ギリシャの有名な場所の風景」("Vues des sites les plus célèbres de la Grèce antique dessinées sur nature et gravées à l'eau forte"）として出版された。1851年はパリのサンテティエンヌ・デュ・モン教会(Église Saint-Étienne-du-Mont de Paris)の装飾画も描いた。
サロンで1831年と1837年に入賞し、1842年にレジオンドヌール勲章を受勲し、その後 芸術アカデミーの会員に選ばれた。1860年にリヨン国立高等美術学校の校長に任命された。1871年にリヨンで亡くなり、パリに埋葬された。カリュエル・ダリニーの墓には彫刻家、アントワーヌ・エテックスによるダリニーの胸像が作られた。
イタリアなどの風景を描き、1822年または1824年にフォンテンブローの森や、ノルマンディーの海岸の風景も描き、「バルビゾン派」の先駆けにも位置付けられることがある。

## 作品

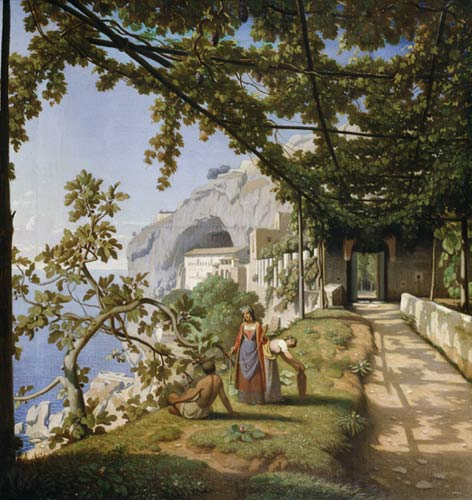
カプリの風景
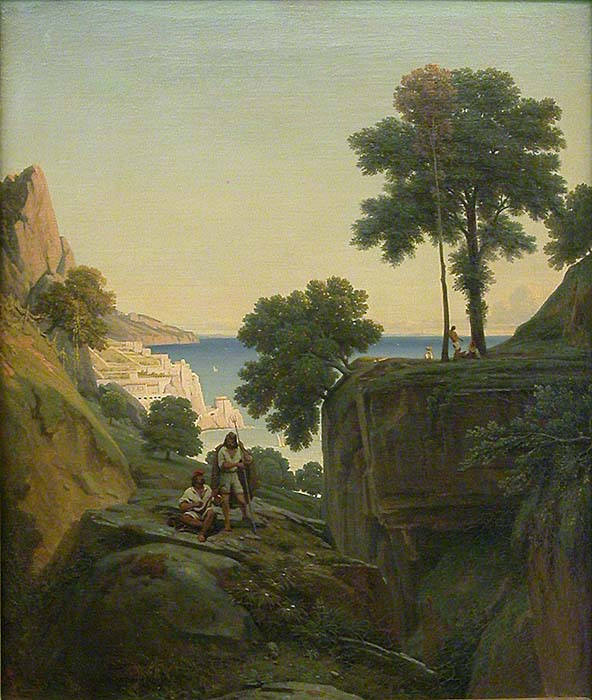
アマルフィの風景 (c.1834)
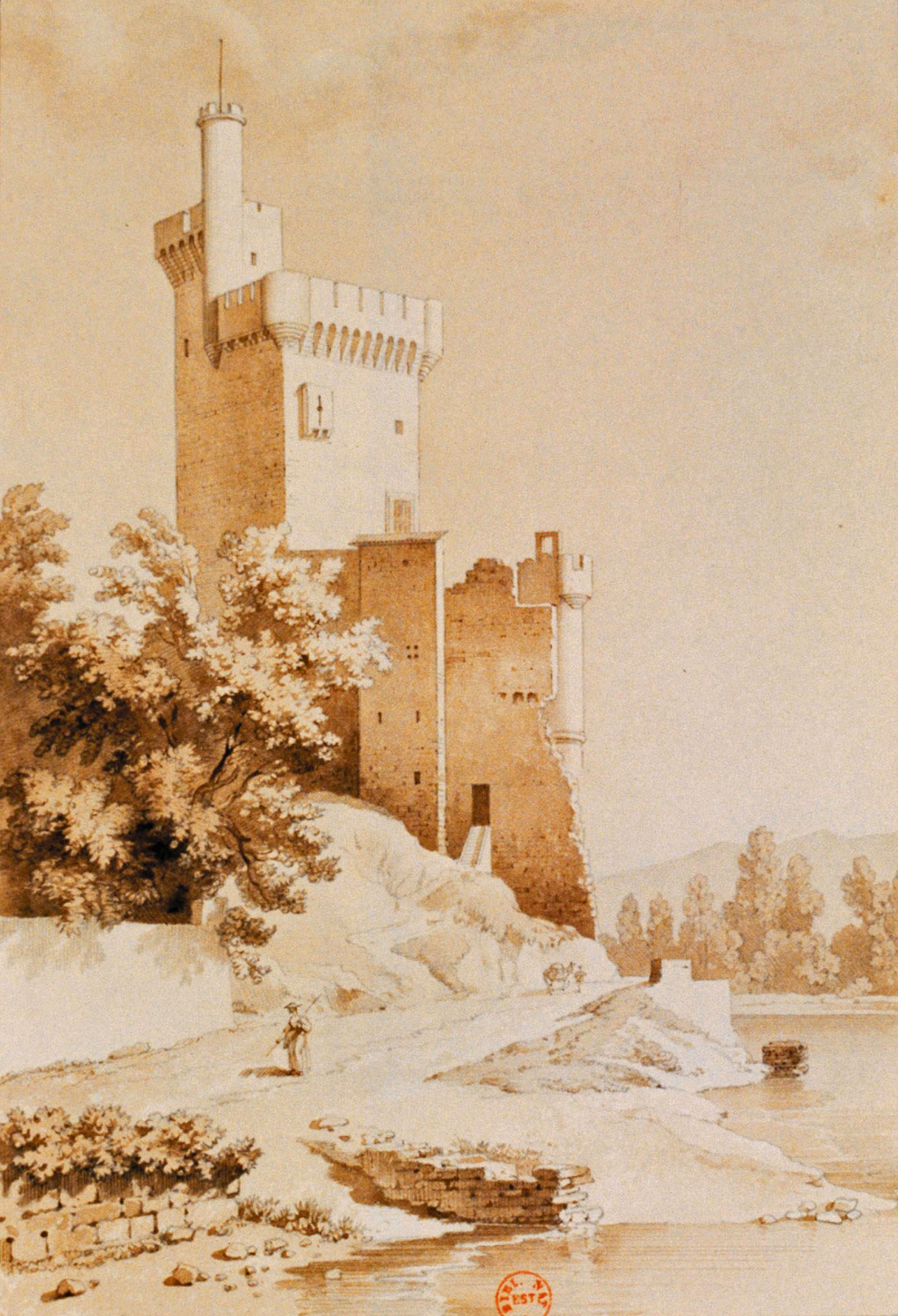
フィリップ美男王の塔
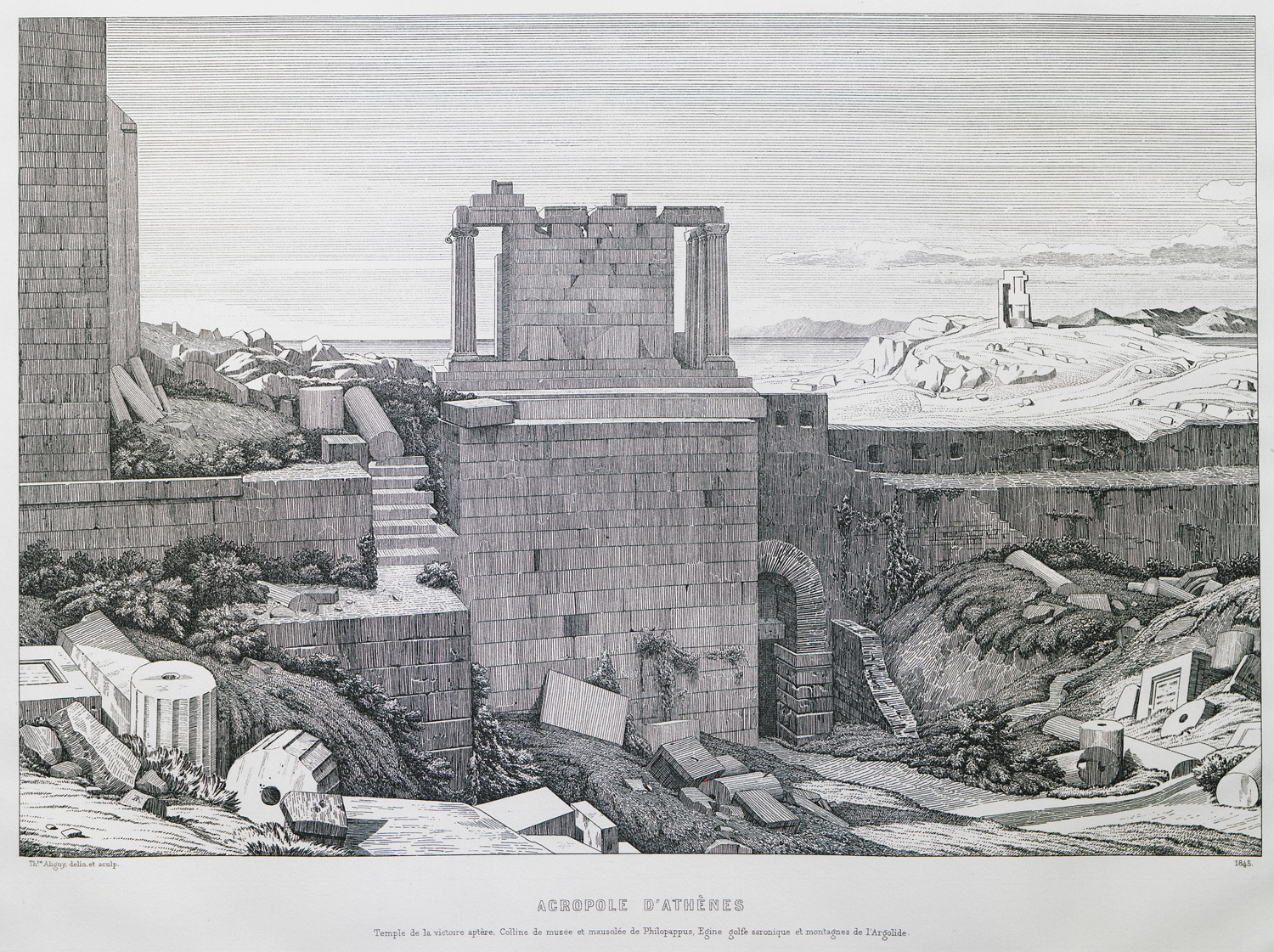
アテネの神殿遺跡

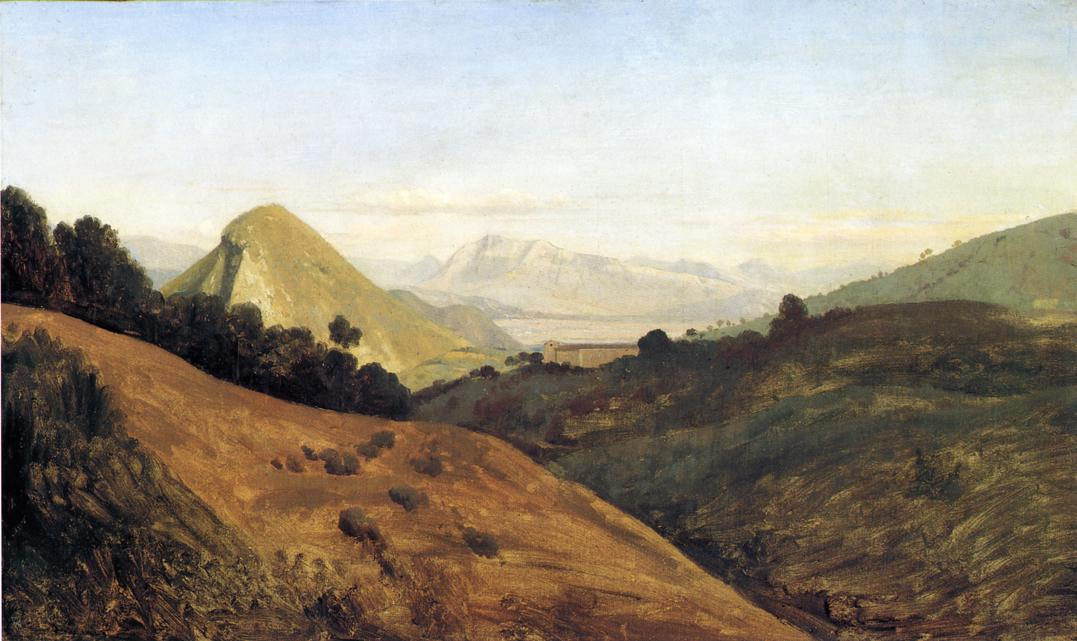
夜明けのイタリアの丘
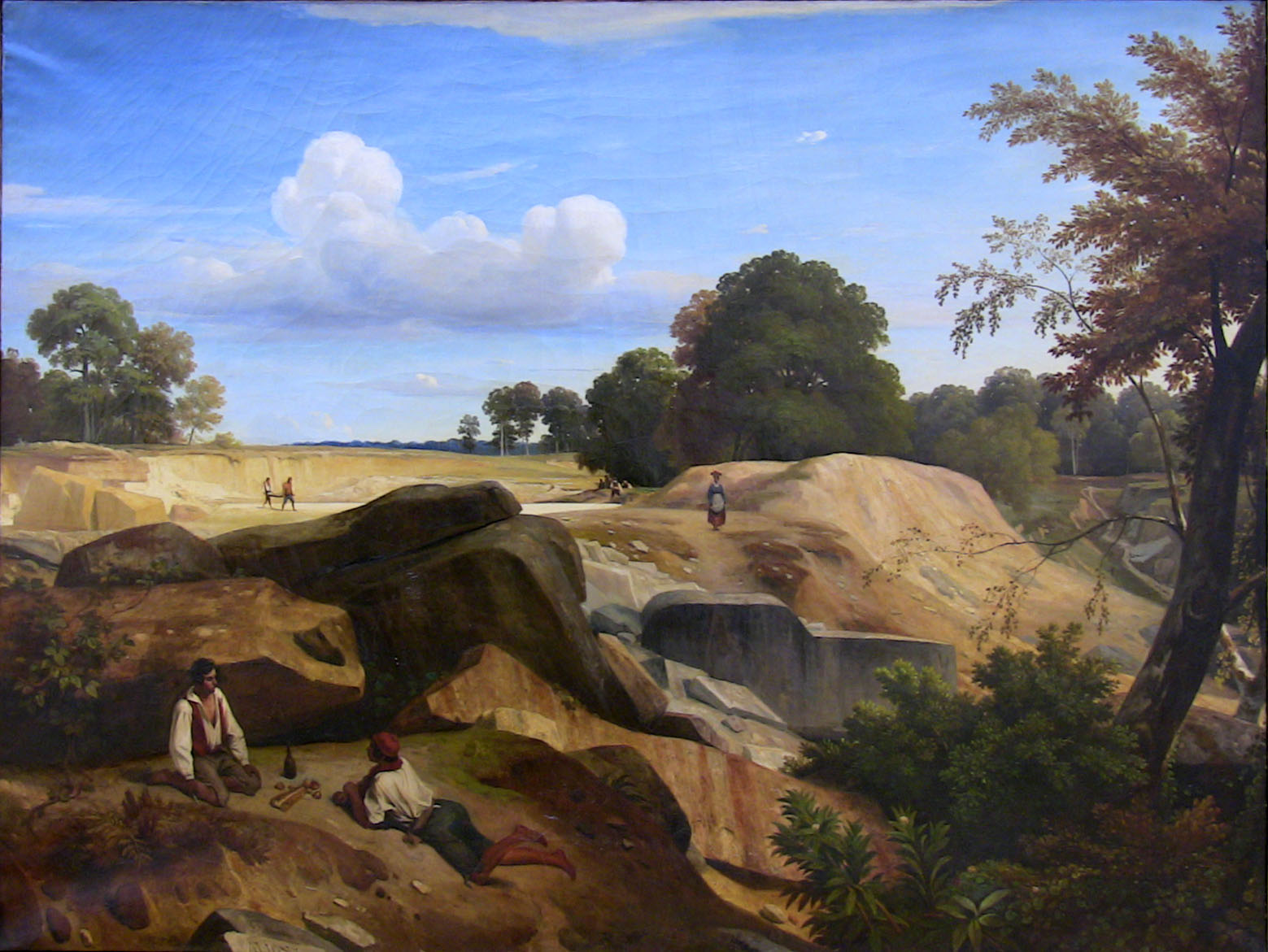
フォンテーヌブローの森の採石場 (1833)
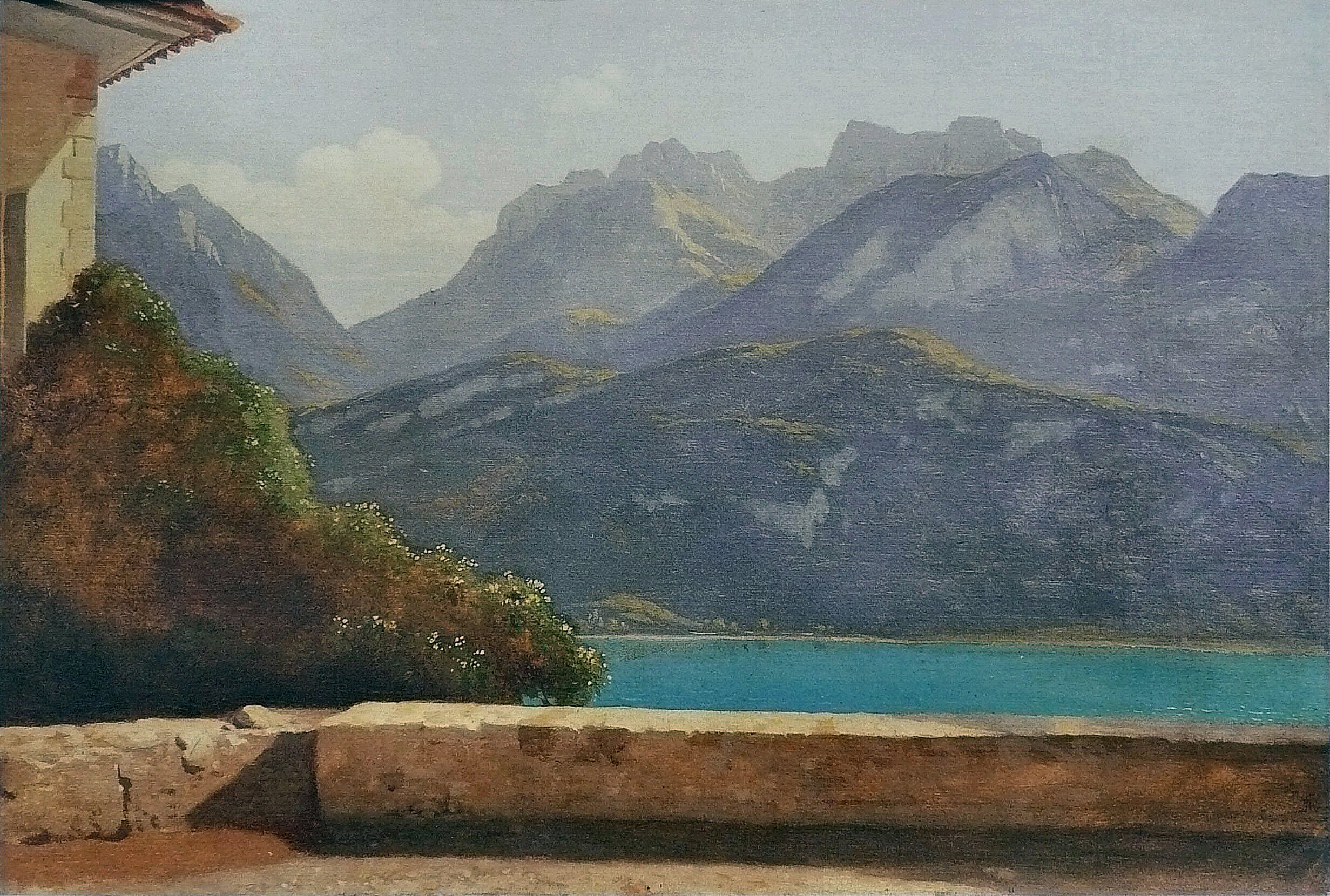
マッジョーレ湖